# Rzeszyn
Rzeszyn [pronunciación en polaco: /ˈʐɛʂɨn/] es una aldea en el distrito administrativo de Gmina Jeziora Wielkie, dentro del Distrito de Mogilno, Voivodato de Cuyavia y Pomerania, en el centro-norte de Polonia. Se encuentra a unos 4 kilómetros al noreste de Jeziora Wielkie, 28 kilómetros al sureste de Mogilno, y 58 kilómetros al sur de Toruń.